# Ogden (Utah)
Ogden is een plaats (city) in de Amerikaanse staat Utah, en valt bestuurlijk gezien onder Weber County.
Direct ten zuiden van het centrum ligt de United States Air Force vliegbasis Hill Air Force Base inclusief een groot logistiek centrum voor reservemateriaal van de USAF.  De basis is een grote werkgever in de streek.

## Demografie
Bij de volkstelling in 2000 werd het aantal inwoners vastgesteld op 77.226.
In 2006 is het aantal inwoners door het United States Census Bureau geschat op 78.086, een stijging van 860 (1,1%).

## Geografie
Volgens het United States Census Bureau beslaat de plaats een oppervlakte van
69,0 km², geheel bestaande uit land. Ogden ligt op ongeveer 1383 m boven zeeniveau.

## Geboren
- John Browning (1855-1926), vuurwapenontwerper
- Moroni Olsen (1889-1954), acteur
- Red Nichols (1905-1965), jazztrompettist en -kornettist
- Les Clark (1907-1979), animator
- Tracy Hall (1919-2008), fysisch chemicus
- Raymond Noorda (1924-2006), CEO
- Brent Scowcroft (1925-2020), militair en regeringsadviseur
- Hal Ashby (1929-1988), regisseur
- Gene Smith (1936-2010), tibetoloog
- Gedde Watanabe (1955), (stem)acteur
- Donny Osmond (1957), zanger
- James Oscarson (1957), politicus
- Marie Osmond (1959), countryzangeres en actrice

## Plaatsen in de nabije omgeving
De onderstaande figuur toont nabijgelegen plaatsen in een straal van 8 km rond Ogden.